# Mycyny
Mycyny (deutsch Meitzen) ist ein Dorf in der polnischen Woiwodschaft Ermland-Masuren. Es gehört zur Gmina Olsztynek (Stadt- und Landgemeinde Hohenstein i. Ostpr.) im Powiat Olsztyński (Kreis Allenstein).

## Geographische Lage
Mycyny liegt 1 Kilometer westlich des Meitzen-Sees (polnisch Jezioro Linówko) im Westen der Woiwodschaft Ermland-Masuren, 21 Kilometer südöstlich der einstigen Kreisstadt Osterode in Ostpreußen (polnisch Ostróda) bzw. 20 Kilometer südwestlich der heutigen Kreismetropole und Woiwodschaftshauptstadt Olsztyn (deutsch Allenstein).

## Geschichte
Das ursprünglich Myetze und vor 1785 Meytzen genannte kleine Dorf wurde 1410 erstmals urkundlich erwähnt. Es bestand in seinem Kern aus mehreren kleinen Höfen und Gehöften.
Die Landgemeinde Meitzen war zwischen 1874 und 1945 in den Amtsbezirk Manchengut (polnisch Mańki) im Kreis Osterode in Ostpreußen eingegliedert. Die Einwohnerzahl des Dorfs belief sich im Jahre 1910 auf 74, 1933 auf 104 und 1939 auf 85. Im Jahre 1939 lebten sie in 16 Haushalten, und von ihnen arbeiteten 60 Einwohner in der Land- und Forstwirtschaft und 16 in Industrie und Handwerk.
Meitzen wurde 1945 in Kriegsfolge zusammen mit dem gesamten südlichen Ostpreußen an Polen abgetreten. Das Dorf erhielt die polnische Namensform „Mycyny“ und ist heute als Sitz eines Schulzenamts (polnisch Sołectwo) eine Ortschaft im Verbund der Stadt- und Landgemeinde Olsztynek (Hohenstein i. Ostpr.) im Powiat Olsztyński (Kreis Allenstein), bis 1998 der Woiwodschaft Olsztyn, seither der Woiwodschaft Ermland-Masuren zugehörig. Am 26. Oktober 2020 zählte Mycyny 60 Einwohner.

## Kirche
Bis 1945 war Meitzen in die evangelische Kirche Manchengut (polnisch Mańki) in der Kirchenprovinz Ostpreußen der Kirche der Altpreußischen Union, außerdem in die römisch-katholische Kirche Hohenstein i. Ostpr. (polnisch Olsztynek) eingepfarrt. Heute gehört Mycyny katholischerseits zur Pfarrei Olsztynek (Hohenstein i. Ostpr.) im Erzbistum Ermland, evangelischerseits zur Kirchengemeinde Olsztynek, einer Filialgemeinde von Olsztyn in der Diözese Masuren der Evangelisch-Augsburgischen Kirche in Polen.

## Verkehr
Mycyny liegt westlich der einstigen Landesstraße, die die Städte Hohenstein i. Ostpr. (polnisch Olsztynek) und Mohrungen (Morąg) miteinander verband. Heute verläuft sie als Nebenstraße von Olsztynek über Samagowo (Sabangen) und Mańki (Manchengut) bis nach Podlejki (Podleiken) und verbindet die Schnellstraße S 51 (Anschlussstelle: Olsztynek Wschód) und Landesstraße 58 mit der Landesstraße 16. Eine Anbindung an den Bahnverkehr besteht nicht.